# Alexander Melville Bell
Alexander Melville Bell (n. 1 martie 1819 – d. 7 august 1905) a fost un filolog, cercetător al foneticii psihologice și autor a numeroase lucrări în domeniile ortoepicii și al elocuțiunii. Alexander Melville Bell a fost tatăl lui Alexander Graham Bell.

## Biografie
Născut la Edinburgh în Scoția, Bell a studiat lingvistica și fonetica, devenind principalul asistent al tatălui său, Alexander Bell, o autoritate în domeniul foneticii și vorbirii defectuoase. Între 1843 și 1865 a ținut cursuri de elocință la University of Edinburgh, iar între 1865 și 1870 la University of London. În 1868, apoi în anii 1870 și 1871, a ținut cursuri la Lowell Institute din Boston.
În 1870 a devenit lector în filologie la Queen's College, Kingston, Ontario; în 1881 s-a mutat în Washington, D.C., unde s-a dedicat educației surdo-muților prin prin ortoepie (pronunție, fonologie) și în special prin metoda „The Visible Speech”, în care caracterele alfabetice ale invenției acestea lingvistice erau reprezentate vizual prin diagrame grafice ale poziției și mișcării organelor de vorbire (buzele, limba, gura etc.). Melville Bell a murit în anul 1905, la vârsta de 86 de ani. A fost înmormântat în cimitirul Rock Creek din Washington, D.C..

## Publicații
- 1852 – Steno-Phonography
- 1858 – Letters and Sounds
- 1860 – The Standard Elocutionist
- 1863 – Principles of Speech and Dictionary of Sounds
- 1867 – Visible Speech: The Science of Universal Alphabetics
- 1881 – Sounds and their Relations
- 1885 – Lectures on Phonetics
- 1888 – World English: the Universal Language
- 1889 – A Popular Manual of Visible Speech and Vocal Physiology
- 1897 – The Science of Speech
- 1899 – The Fundamentals of Elocution